# 야마하 BW'S

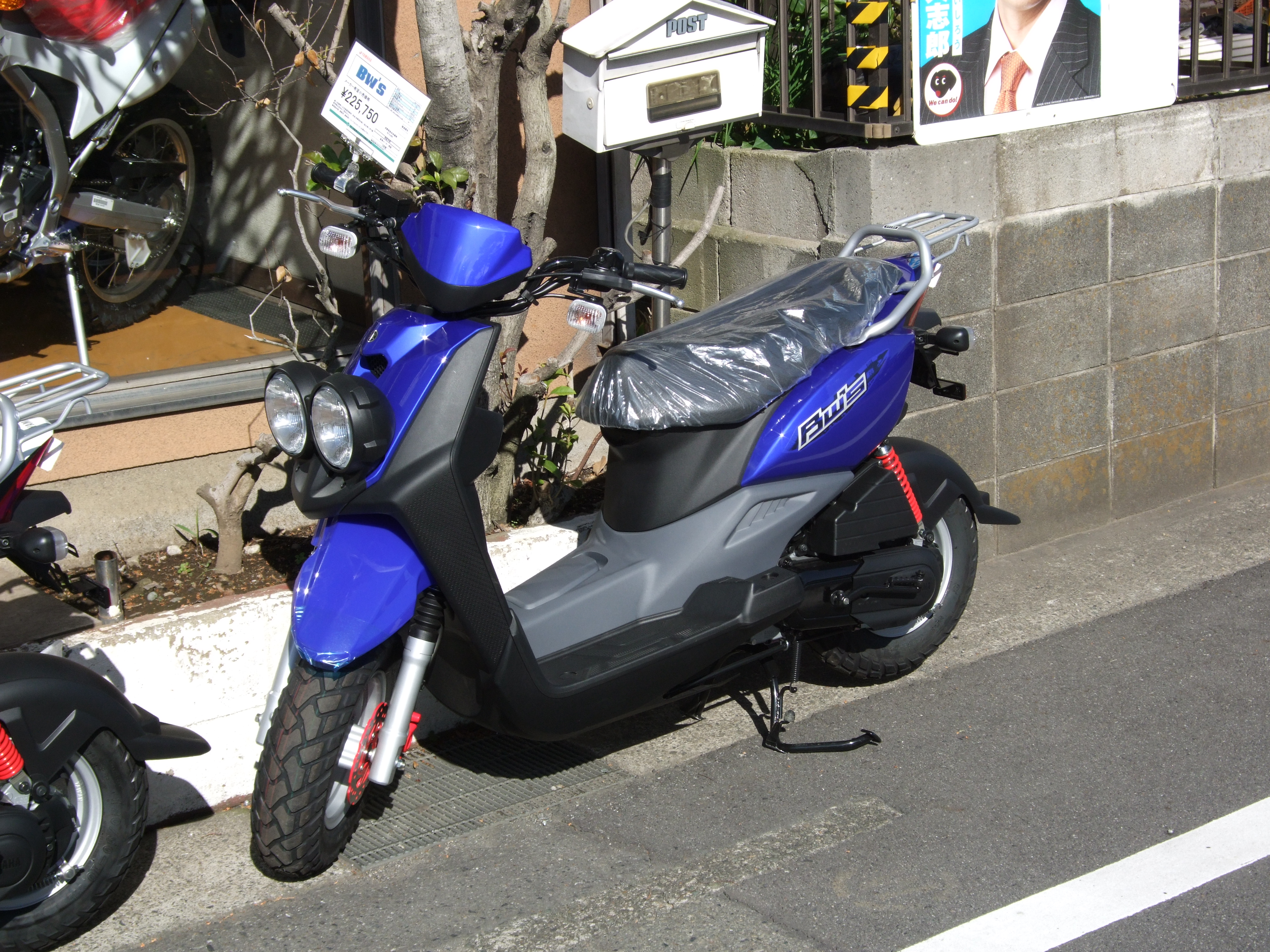

BW'S는 야마하에서 발매하는 스쿠터 타입의 오토바이이다. 시리즈 차종으로, 배기량별로 수차종이 판매되고 있다.

## 모델 코드
야마하는 제조사에 따라 스쿠터 모델에 번호를 매긴다.(Zuma의 경우 1989년에서 1990년 사이에 제조된 모든 모델과 1997년에서 2001년 사이에 제조된 모델은 모두 CW 문자로 시작하고 2001년 이후에 제조된 모델은 문자 YW) 다음에 엔진 크기(대략 입방 센티미터로 표시됨 — Zuma의 일반적인 49cc 1.7hp 엔진에는 숫자 50이 할당됨)와 차량이 제조된 연도(한 글자 또는 두 글자 지정으로 표시) 및 1년 내내 하나의 "문자 범주"씩 증가하며, 선택적 문자는 연도 문자 범주 앞이나 뒤에 배치되고 수정 코드로 간주된다. 예를 들어 Zuma의 2002년 문자 지정은 문자 P였으므로 2002년에 제조된 Zuma는 YW50P로 지정된다. 그러나 야마하는 1년 동안 모델을 일부 변경했기 때문에 2002년에 제조된 일부 Zuma에는 YW50P 모델과 구별하기 위해 모델 코드 YW50AP가 있다.
모든 YW50P Zuma는 다른 모든 YW50P Zuma와 구조 설계가 동일하지만 YW50AP와 다르다(이 특별한 경우에는 약간만). 야마하는 문자 Q를 사용하지 않았고 2003년의 문자는 문자 R이다(올해의 모델은 YW50R 한 가지뿐이었다). 2004년의 경우 문자 S(YW50S 모델). 2008년에 문자 X가 할당된 야마하는 YW50XL과 YW50XB 등 두 가지 모델을 보유했다. 2011년에 번호 매기기 시스템이 문자 A로 이동했다(125 CC 모델의 경우 YW125AB, 49 CC 모델의 경우 YW50AL).
Zuma에는 자동 초크가 있는 14mm Teikei 기화기, 리드 밸브 유도, 팬 지원 냉각 시스템, 오일 레벨이 낮아지면 라이더에게 경고하는 계기판에 있는 표시등이 있는 자동 윤활유 주입 시스템, 전기 시동이 있다. 백업 킥 스타트 포함.
또한 5개의 스포크 캐스트 휠과 로우 프로파일 120/90-10 프론트 및 130/90-10 리어 타이어가 있다. 전방 포크의 이동 거리는 2.6인치(66mm)이고 후방 샥의 이동 거리는 2.4인치(61mm)이다. 스쿠터에는 155mm 유압식 전방 디스크 브레이크와 후방 드럼 브레이크도 있다. (1998년까지의 모델은 유압식이 아닌 전면 드럼 브레이크를 사용했다.)
이중 시트에는 단일 풀페이스 헬멧에 적합한 보관함이 있다. 후방 카고 랙은 추가적인 운반 능력을 위해 사용할 수 있지만 화물을 고정하려면 로프나 번지 코드를 사용해야 한다. 이 랙은 탑승자 손잡이로도 사용할 수 있다. Zuma에는 하나의 조명이 하향등에 연결되고 다른 하나는 상향등에 연결된 "벌레 눈" 이중 헤드라이트가 있다(두 램프 모두 상향등 및 하향등 기능을 위한 필라멘트가 있지만 많은 사용자가 저렴하고 간단한 배선 수정을 설치한다) 상향등과 하향등으로 양쪽 헤드램프를 모두 점등시키려면). 계기판에는 회전 신호 표시기, 상향등 표시기, 오일 부족 표시기, 속도계, 가스 레벨 게이지 및 주행 거리계가 있다.
야마하는 Zuma가 최대 315lb(143kg)의 승객과 화물을 안전하게 운반할 수 있다고 지정한다. 야마하는 2006년과 2007년에 미국 시장에서 Zuma를 철수한 다음 2008~2011년에 모델을 다시 출시했다. 2008년부터 2011년까지의 모델은 보상에 도움이 되는 약간 더 높은 기어비를 가지고 있다(이륙 시 동력이 약간 감소하는 대신).
2011년 야마하는 Zuma 125를 출시했고, 2012년에는 Zuma 50f(2행정 버전을 대체)를 선보였다. 두 4행정 연료 분사 모델이다.